# ユリ・ラタス
ユリ・ラタス（エストニア語: Jüri Ratas、1978年7月2日 - ）は、エストニアの政治家。首相、タリン市長、リーギコグ（国会）議長、中央党党首などを歴任した。2024年より欧州議会議員。

## 経歴
タリン出身。2005年から2007年まで、リーギコグ（国会）副議長とタリン市長を務めた。市長時代には欧州グリーン首都賞を提案した。
2015年3月にリーギコグの第二副議長に選任され、2016年11月5日にはエドガー・サヴィサールの後任の中央党党首に選出された。
連立与党の内紛により第二次ターヴィ・ロイヴァス内閣が分裂状態に陥っていた2016年11月、中央党は社会民主党と祖国・共和国連合と連立交渉をもった。11月19日、3党はラタスを首班とする新たな連立政権の条件について合意し、11月23日にラタスが新首相に就任した。2021年1月13日、中央党に汚職事件疑惑が巻き起こっていることを背景に首相を辞任すると表明。
2022年9月22日、来たる27日に実施予定の故安倍晋三国葬儀にラタス元首相がエストニア代表として参列することが、日本国外務省により発表された。
2023年に中央党党首を退いたが、後任党首ミハイル・コルヴァルトとの価値観の違いを理由に翌年離党、保守的な祖国党に移った。2024年欧州議会議員選挙で当選。
既婚で、3男1女がいる。
- ケルスティ・カリユライド大統領と（2017年6月29日）
- フィンランドのサンナ・マリン首相と（2022年5月17日）
- 一人おいて、左からリトアニアのヴィクトリヤ・チミリーテ＝ニールセン国会議長、ラトビアのイナーラ・ムールニエツェ国会議長、ラタス（2022年3月30日）